# Isocoumarine
L'isocoumarine (1H-2-benzopyran-1-one ou 3,4-benzo-2-pyrone) est un composé organique isomère de la coumarine. Comme cette dernière, c'est une δ-lactone.

## Dérivés naturels
- Thunberginol A et B

dihydroisocoumarines
- Hydrangénol
- Phyllodulcine
- Thunberginol C, D, E et G
- la 3-acétyl-3,4-dihydro-5,6-diméthoxy-1H-2-benzopyran-1-one, présente dans l'Huáng bǎi, l'une des cinquante plantes fondamentales de la médecine traditionnelle chinoise[2].